# Klanac (żupania licko-seńska)
Klanac – wieś w Chorwacji, w żupanii licko-seńskiej, w mieście Gospić. W 2011 roku liczyła 100 mieszkańców.